# Planet Earth (chanson de Duran Duran)
Pour les articles homonymes, voir Planet Earth.
Singles de Duran Duran
Careless Memories
(1981)
Planet Earth est une chanson du groupe Duran Duran sortie en single en 1981. C'est le premier extrait du premier album studio du groupe, Duran Duran, également sorti en 1981.

## Clip
Le clip est réalisé par l'Australien Russell Mulcahy, rencontré par l'intermédiaire du label EMI et tout juste auréolé du succès du clip de Video Killed the Radio Star des Buggles. Il collaborera par la suite à nouveau avec le groupe.
Le tournage a lieu dans les studios Saint Johns Wood à Londres. La vidéo met en avant le style Nouveaux Romantiques de Duran Duran : ils portent des chemises à jabot et des corsaires. À propos du style Nouveaux Romantiques, on peut d'ailleurs entendre dans la chanson « Like some new romantic / Looking for the TV sound ».
Le groupe joue dans un décors de glace ou cristal. On voit par ailleurs des amis du groupe dans la boîte de nuit Rum Runner à Birmingham, la ville natale des membres du groupe.
En 2003, le clip sera parodié par les Dandy Warhols, produits par Nick Rhodes, pour leur titre You Were the Last High.

## Liste des titres
| 1. Planet Earth – 3:59 2. Late Bar – 2:54 1. Planet Earth (Night Version) – 6:18 2. Planet Earth – 3:59 3. Late Bar – 2:54 | 1. Planet Earth – 3:59 2. Late Bar – 2:54 3. Planet Earth (Night Version) – 6:18 1. Planet Earth (Night Mix) – 7:00 Cette version rare est également disponible sur l'album de remixes Strange Behaviour sorti en 1999. |

## Classements
| Pays et classement             | Meilleure position |
| ------------------------------ | ------------------ |
| Royaume-Uni - UK Singles Chart | 12                 |
| Australie - ARIA Charts        | 8                  |
| France - SNEP                  | 1                  |
| Irlande - Irish Singles Chart  | 14                 |
| Portugal                       | 1                  |

## Reprises
- Le duo d'Italo dance Dav*Isa en fait une reprise, sortie en single en 1995.
- Le groupe Post-punk américain Hate Dept. reprend la chanson sur son album Newer Wave 2.0 en 1998.
- Le groupe britannique de pop punk Cranial Screwtop sur l'album Too Fast for Technology de 2006.
- Dans sa chanson Stand Up, Cheryl Cole fait référence au « bop bop » du refrain[4]
- L'acteur William Shatner chante Planet Earth sur son album de reprises Seeking Major Tom paru en 2011.
- Le groupe de rock alternatif anglais The Wonder Stuff en fait une reprise en 2012 dans leur série From the Midlands with Love qui rend hommage aux actes musicaux des Midlands.

## Dans la culture populaire
La night version de la chanson apparait dans le film Free Enterprise (1999), une comédie romantique autour de l'univers Star Trek.

## Crédits
Duran Duran
- Simon Le Bon : chant principal
- Nick Rhodes : claviers, synthétiseur
- John Taylor : basse, chœurs
- Roger Taylor : batterie, percussions
- Andy Taylor : guitare, chœurs

Autre
- Colin Thurston : producteur, ingénieur du son